# Kopalnia Wolność
Kopalnia Wolność – kopalnia rud żelaza i uranu w Kowarach, założona w 1854 roku, eksploatowana z przerwami od 1856 do 1962 roku. Po II wojnie światowej zakład był częścią przedsiębiorstwa Kuźnieckie Rudniki, później Zakładów Przemysłowych R-1.

## Położenie
Kopalnia Wolność była położona na styku Karkonoszy i Rudaw Janowickich, w dolinie Jedlicy, w górnej części Kowar. Najstarsze wyrobiska położone były na zboczach góry Rudnik w Rudawach, tam też zlokalizowany był szyb Wolność, szyb Pochyły, Stara Sztolnia, Główna Sztolnia, Górna Sztolnia, sztolnie nr 4, 5 i 6. Pola wydobywcze "Wulkan" i "Marta" położone były na północno-wschodnich zboczach Kowarskiego Grzbietu w Karkonoszach. W polu "Wulkan" znajdowała się sztolnia Wulkan oraz szyb Wulkan, a na północ od nich szyb nr 4 i sztolnia nr 10. W polu "Marta" znajdował się szyb nr 1 i sztolnia Marta. Przy wyrobiskach podziemnych znajdują się różnej wielkości hałdy skał płonnych, a część z nich została rozebrana.

## Budowa geologiczna
Rudy żelaza znajdowały się w serii wapieni krystalicznych, łupków krystalicznych, hornfelsów i skarnów. Główną kopalinę stanowiła ruda magnetytowa, ruda siarczkowa i arsenowa.
Mineralizacja uranowa częściowo nakładała się na polimetaliczną, a częściowo wykraczała poza nią.

## Tło historyczne
Tradycje górnictwa żelaza Kowar są bardzo stare. 4 września 1513 r. otrzymały one od króla Czech i Węgier Władysława Jagiellończyka prawa miasta górniczego. Na początku XVI w. miało tu pracować 11 kuźnic.
Najstarszym miejscem wydobycia rud żelaza były południowo-zachodnie zbocza góry Rudnik na obszarze Rudaw Janowickich, czyli na terenie późniejszej kopalni Wolność.
Miasto było znaczącym ośrodkiem produkcji broni palnej, zwłaszcza pod koniec XVI wieku. Król Zygmunt August zamówił u kowarskich rusznikarzy 200 luf do muszkietów dla swojego wojska.
Po raz pierwszy rudę uranu w Kowarach odkryto w 1911 r., a ponownie w latach powojennych, w ramach rewizji wszystkich kopalń dolnośląskich.

## Historia kopalni Wolność
Kopalnia Bergfreiheit została założona w 1854 roku, eksploatację złoża rudy żelaza rozpoczęto w 1856. W latach 1859–1863 oraz 1876–1880 wydobycie było wstrzymane. Od 1923 roku wydobywano rudę magnetytu na polu Vulcan. W latach 1924–1926 ponownie wstrzymano wydobycie rudy żelaza, a w latach 1929–1935 zakład pozostawał zamknięty, a wyrobiska pola Wolność zalane do poziomu -276 m. 
Po II wojnie Kopalnia Wolność została zajęta przez Sowietów, którzy podjęli wyłącznie eksploatację rudy uranu. Po przekazaniu kopalni władzom polskim w 1953 roku zakład podlegał Zjednoczeniu Rud Żelaza w Częstochowie i eksploatowano w niej rudę żelaza i uranu.
1 stycznia 1948 powstało przedsiębiorstwo Kuźnieckie Rudniki, przekształcone w 1951 w Zakłady Przemysłowe R-1 (ros. Предприятие Кузнецкие Рудники), które przejęło kopalnię Wolność. W latach 50. XX w. kopalnia Wolność składała się z trzech pól górniczych: "Wolność", "Wulkan" i "Marta".
W roku 1953 kopalnię przekazano z powrotem Zjednoczeniu Rud Żelaza w Częstochowie. W latach 1953–1962 wydobywano rudę żelaza, a równolegle niewielkie ilości rud uranu (w latach 1956-1957 i 1958). W 1962 kopalnia Wolność została ostatecznie zamknięta, a szyb Wolność zasypany do poziomu -80.
Ogółem w latach 1948-1962 w kopalni Wolność wydobyto ok. 26,7 tys. t rud uranu o średniej zawartości 0,35% uranu, czyli ok. 93,3 t czystego uranu, który w całości sprzedano do ZSRR. Eksploatowano wychodnie metodą odkrywkową oraz złoża podziemne na 31 poziomach eksploatacyjnych do głębokości 575 m z wykorzystaniem szybów Wolność i Pochyłego oraz sztolni: nr 3, Górnej, Dolnej i sztolni Jedlica.